# Evangelische Kirche Drevenack

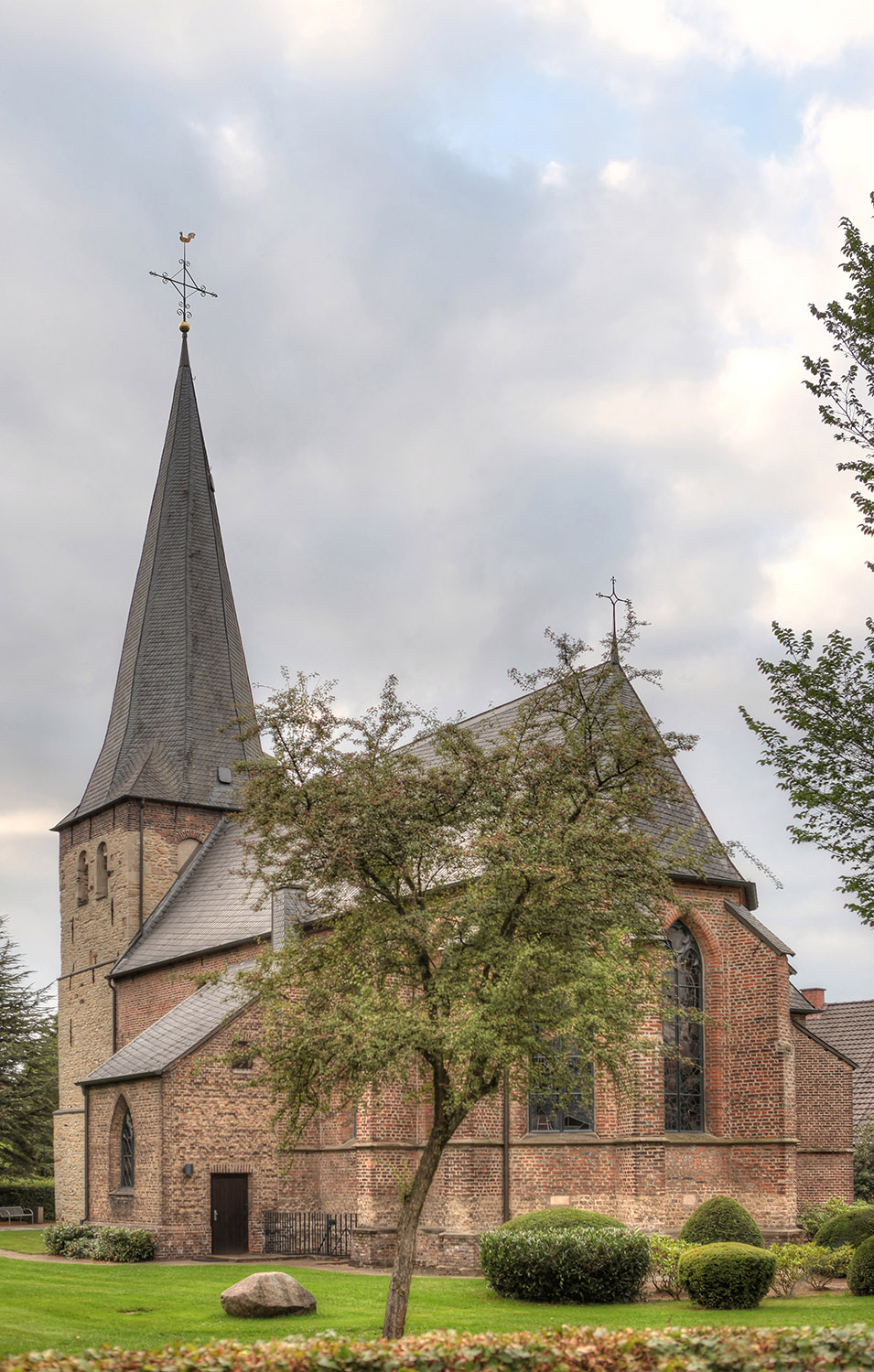
Evangelische Kirche Drevenack

Die evangelische Kirche ist ein denkmalgeschütztes Kirchengebäude in Drevenack, einem Ortsteil der Gemeinde Hünxe im Kreis Wesel (Nordrhein-Westfalen). Die Kirchengemeinde gehört zum Kirchenkreis Wesel der Evangelischen Kirche im Rheinland.

## Geschichte und Architektur
Die ursprünglich dem hl. Sebastian geweihte Kirche wurde 1291 erstmals als Pfarrkirche erwähnt. Sie ist seit etwa 1560 reformiert.
Die zweischiffige Backsteinkirche wurde im 15. Jahrhundert errichtet. In der West- und Südwand sind Teile einer Saalkirche von der Mitte des 12. Jahrhunderts aus Grauwackenbruchstein erhalten. Aus dieser Zeit stammt auch der dreigeschossige, vorgesetzte Westturm. Der Turm ist bis auf zwei gekuppelte Schallöffnungen im Glockengeschoss ungegliedert. Die steile Schieferpyramide wurde 1706 aufgesetzt. Das Westportal wurde 1850 eingelassen. Die Sakristei an der Südseite wurde 1950 gebaut und gleichzeitig wurde das gotische Fenstermaßwerk durch gusseisernes ersetzt.

## Ausstattung
- Ein Taufstein von 1717 aus Baumberger Kalksandstein, dessen Becken mit Girlanden und Engelsköpfen geschmückt ist.
- Eine Kanzel aus Holz von 1674
- Der Orgelprospekt wurde im 18. Jahrhundert gebaut, das Orgelwerk stammt von 1977
- In der Turmhalle sind zwei Memoriensteine des 12. Jahrhunderts eingemauert

## Fotos

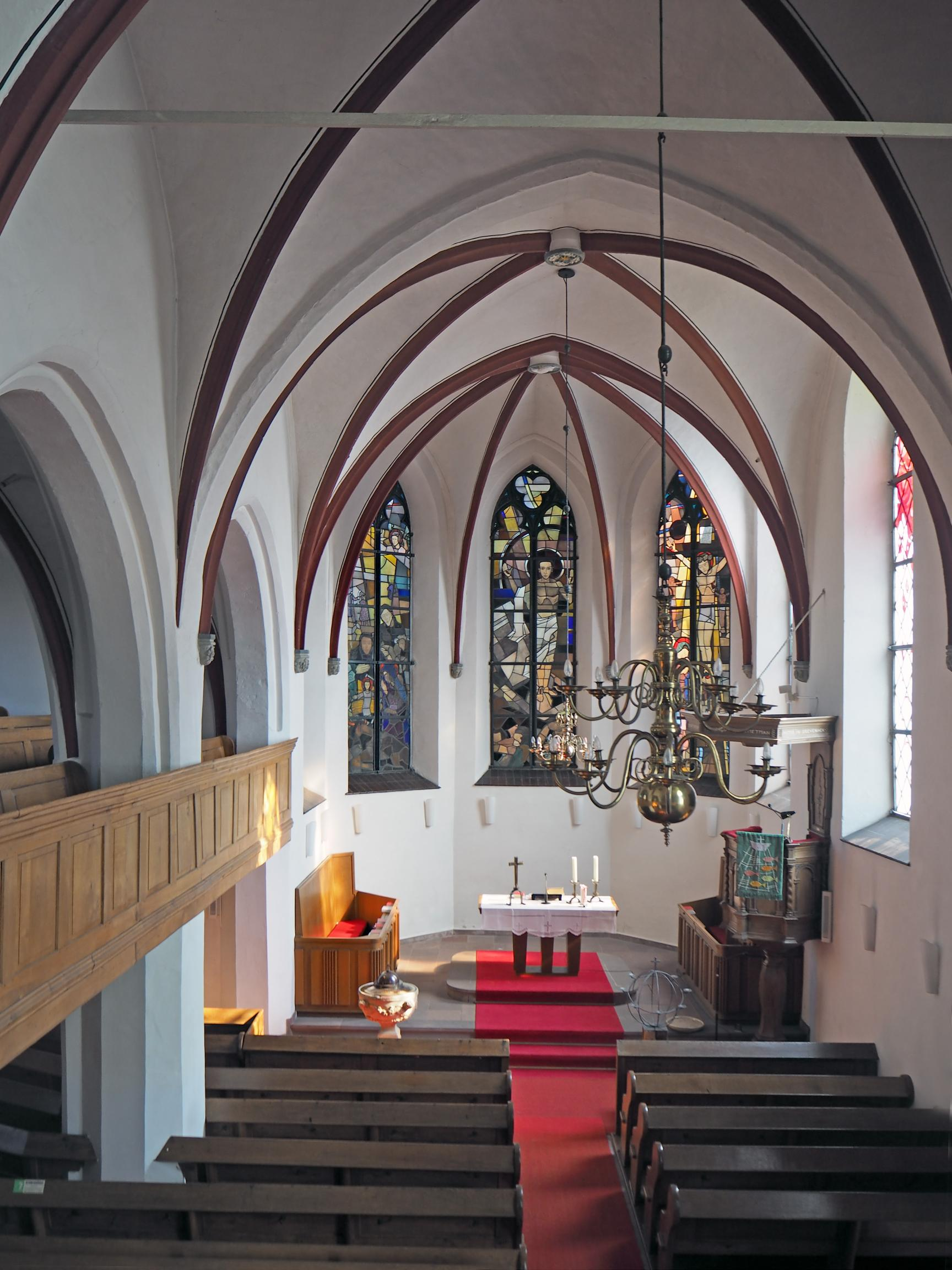
Inneres nach Osten
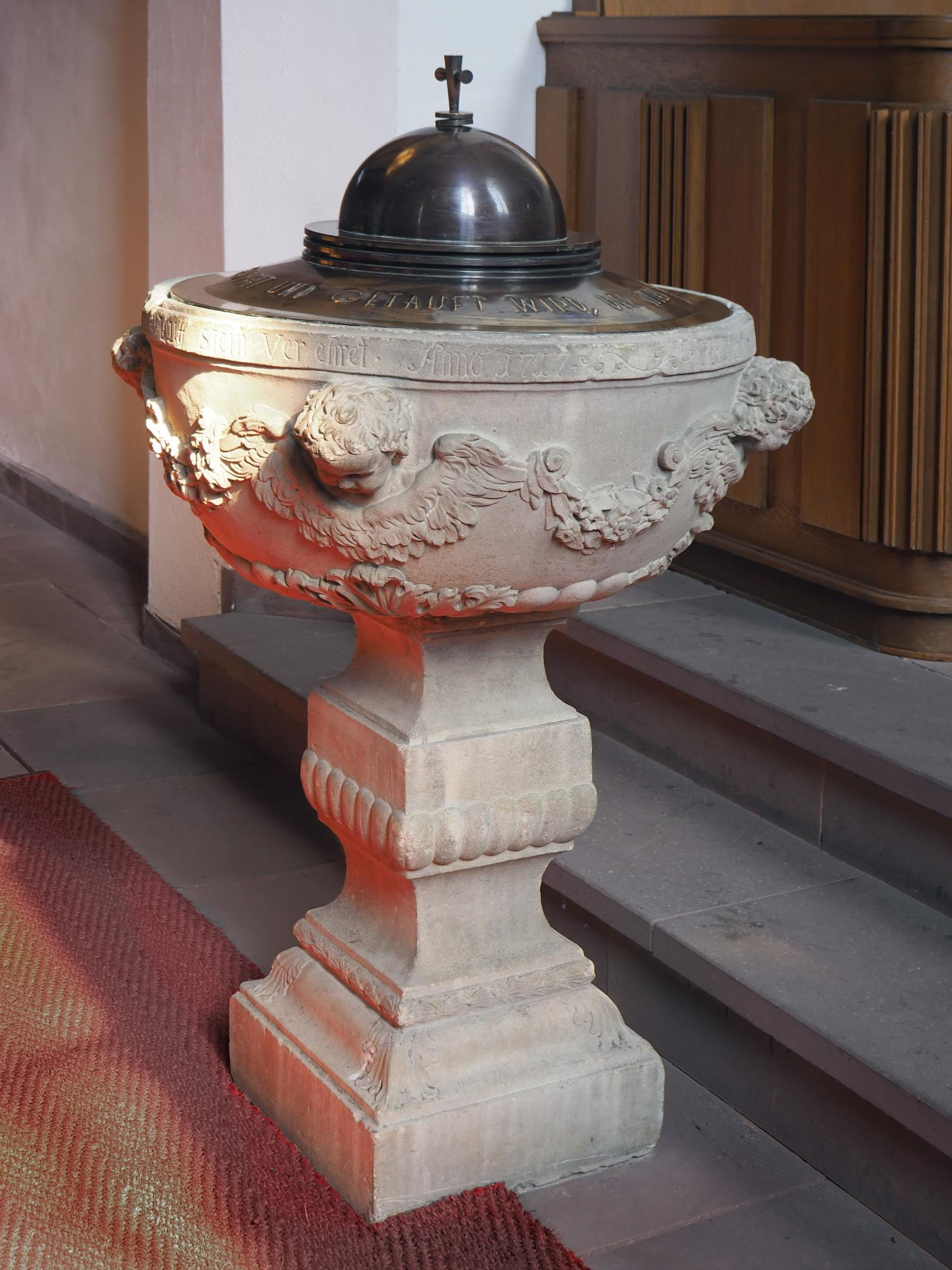
Taufstein (1717)
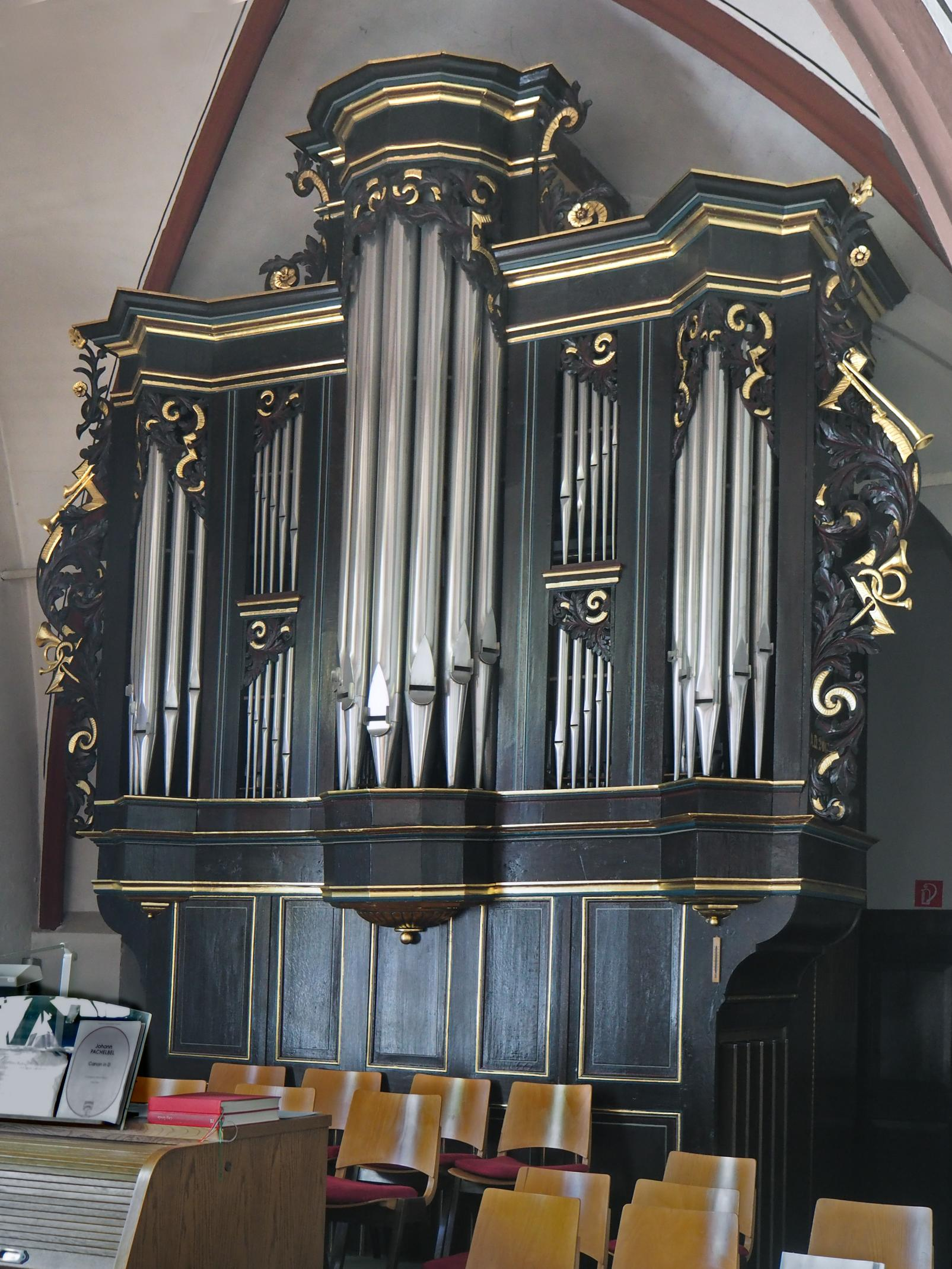
Orgelprospekt (18. Jh.)
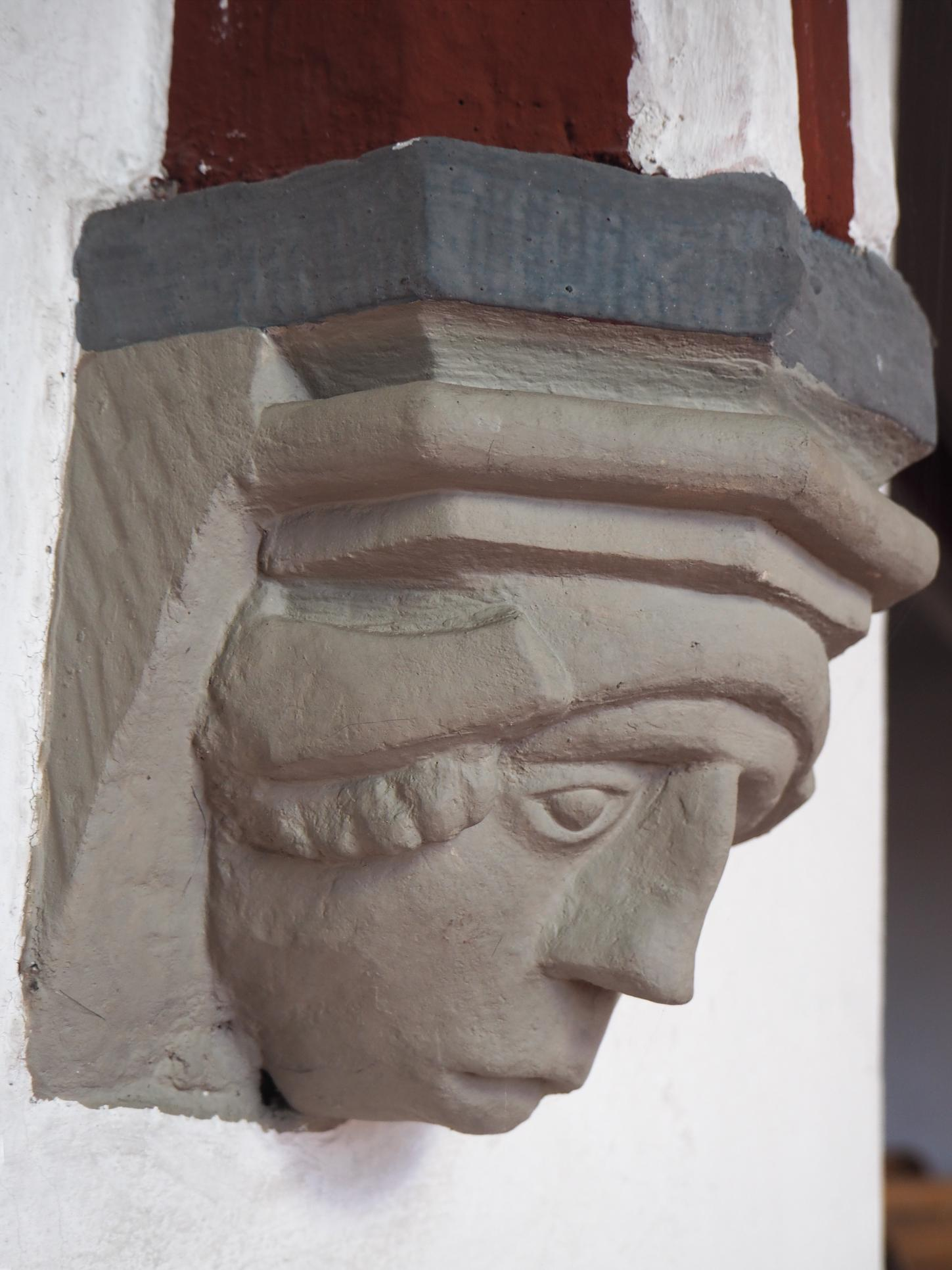
Konsole einer Gewölberippe